# La puta y la ballena
La puta y la ballena és una pel·lícula argentina-espanyola dramàtica de 2004 dirigida per Luis Puenzo, que va suposar el seu retorn a la direcciò, i protagonitzada per Aitana Sánchez-Gijón, Leonardo Sbaraglia i Miguel Ángel Solá. Va ser escrita per Ángeles González-Sinde i Lucía Puenzo.

## Sinopsi
Vera, escriptora de l'actual Espanya, té l'encàrrec d'escriure un llibre sobre Emilio, un fotògraf argentí que va morir en els combats a Barcelona el 1939. Se sent perduda, incapaç de viure amb el seu marit i el seu fill petit i sospitar que és malalta. Per saber-ne més sobre Emilio, amb un impuls, vola sola a Buenos Aires, on és hospitalitzada i se li practica una mastectomia. Morta al llit al seu costat hi ha una dona molt gran que es diu Matilde, que és visitada pel seu net divorciat, Ernesto.
S'encarrega de la recuperació de Vera i la porta a la casa de la seva àvia, on es desprèn que la jove Matilde havia estat una puta al mateix establiment que Lola, una noia espanyola de cor que s'havia enfonsat en la prostitució en una ciutat remota de la Patagònia. Ernesto porta Vera a la ciutat, on el seu pare revela que va ser el fotògraf Emilio qui el 1934 va comprar la llibertat de Lola a Suárez, un compositor cec de tangos. Quan les dues es van embarcar en un avió per sortir, Lola no va poder afrontar el futur i es va llançar al mar, caient morta al costat d'una balena amb una ferida d'arpó. Quan Vera i Ernesto visiten el lloc, veuen la mateixa balena, ara molt vella, reconeixible per la mateixa ferida.

## Repartiment
- Aitana Sánchez-Gijón... Vera
- Leonardo Sbaraglia… Emilio
- Mercè Llorens... Lola
- Eduardo Nutkiewitz... Ernesto
- Lydia Lamaison... Matilde de vella
- Belén Blanco... Matilde de jove
- Pep Munné... Jordi
- Martín Caloni... Juanito
- Pompeyo Audivert... El Gringo Orestes
- Miguel Ángel Solá... Suárez
- Nicolás Tognola... El Pibe Pedro
- Natalia Otero... Prostituta
- Carola Reyna... Meme
- Óscar Guzmán... Urondo
- Nina Krakoff... Prostituta

## Nominacions
Goya 2004
| Categoria       | Persona      | Resultat |
| --------------- | ------------ | -------- |
| Millor vestuari | Sonia Grande | Nominada |